# Láthatatlan (film)
A Láthatatlan (eredeti cím: The Invisible)  2007-ben bemutatott amerikai–svéd filmthriller David S. Goyer rendezésében. A 2002-es Den Osynlige című svéd film feldolgozása, mely Mats Wahl azonos című regényén alapult. A főbb szerepekben Justin Chatwin, Margarita Levieva, Chris Marquette, Marcia Gay Harden és Callum Keith Rennie.

## Cselekmény
2006-ban Nick Powell (Justin Chatwin), a tizennyolc éves, felső tagozatos amerikai középiskolás Londonba akar menni, hogy ott írói kurzusra iratkozzon be. Anyja, Diane (Marcia Gay Harden) nem tud a dologról, de bizonyára helytelenítené, mert más sorsot tervezett a fiának, akinek költői ambícióit nem ismeri. Nick jól teljesít az iskolában, éltanulónak számít, akit a többiek időnként megkérnek, hogy segítsen nekik egy-egy megfogalmazás elkészítésében. Az ellenszolgáltatásért kapott pénzt Nick egy átalakított A 22-es csapdája könyvben gyűjti. Nick apja 6 éve meghalt.
Nick legjobb barátja Pete Egan (Chris Marquette), őt az iskolában rendszeresen bántalmazza és kirabolja Annie Newton (Margarita Levieva), a barátai segítségével. Annie családi élete zűrös: anyja meghalt, apja újra nősült és egy lusta asszonyt hozott a házhoz. Annie egyetlen öröme kisöccse. Alkalmi barátja, aki autók ellopásából él, Marcus (Alex O’Loughlin), aki nyolc hónapja szabadult a börtönből.
Nick egy alkalommal pénzzel rendezi barátja adósságát, de Annie ráveti magát és verekedni kezdenek.
Nick elmondja Pete-nek a tervét, hogy hamarosan Londonba megy és megmutatja neki a repülőjegyet is. Pete is szívesen menne, de nincs pénze az utazáshoz. A barátok elbúcsúznak egymástól.
Aznap este, miközben Marcus egy autó ellopásával foglalatoskodik, Annie hirtelen elhatározásból betöri egy ékszerüzlet kirakatát és magához veszi az ékszereket. Marcus otthon megpróbálja elvenni tőle a zsákmányt, de a lány kinyilvánítja, hogy az az övé. Marcus a lány távozása után felhívja a rendőrséget. Annie az iskolai szekrényébe teszi a lopott ékszereket, ahol a rendőrök megtalálják. A lánynak nem sikerül elmenekülnie. Az őrizetesből telefonál Marcusnak, aki nem mondja meg neki, hogy ő küldte rá a rendőröket. Annie Pete-re gyanakszik, aki a közelben volt, amikor az ékszereket elhelyezte a szekrényében, és az elfogásakor is mereven nézte őt.
Amikor a rendőrök elengedik, Annie nekiesik Pete-nek, és a barátaival ütni kezdi. Pete, hogy elkerülje a további fizikai bántalmazást, azt mondja, tudja, ki küldte a lányra a rendőrséget, és abban a tudatban, hogy barátja már elutazott, Nicket nevezi meg. Nick gépe azonban később indul. Nick konfrontálódik anyjával, aki csak ekkor tudja meg, hogy fia még aznap este elutazott volna Londonba és csak a gép késése miatt nem ment el. Nick aznap este egy lány nagyszabású buliján vesz részt, akinek odaadja a jegyét. Amikor részegen hazafelé botorkál az országúton, egy autó éri utol. A kocsiban Annie és barátai ülnek, akik az út menti erdőbe vonszolják, és brutálisan bántalmazzák Nicket, különösen Annie. Pete, akit magukkal hoztak, csak ekkor jön rá, hogy hibázott, amikor ellene vallott, mivel azt hitte, hogy a barátja már elutazott. Amikor Nick nem mozdul többet és nem lélegzik, pánikba esnek és egy vízlefolyót felnyitva bedobják a fiú élettelen testét.
Másnap reggel Nick bemegy az iskolába és leül a helyére, de senki nem látja és nem hallja. Ahogy hazafelé megy, egy elhagyott állami intézet emeleti ablakában egy kórházi ruhában lévő öregembert vesz észre, aki integet neki, majd eltűnik. Nick felmegy az emeletre, ahol egy ágyban eszméletlenül fekvő férfit lát, és ugyanazt a férfit az ágy mellett is. Nick segítséget kér tőle, a férfi azonban azt mondja neki, hogy senki sem látja vagy hallja, mert ő már nem él. Nick ezt nem tudja elfogadni. Otthon anyja a rendőrséggel konzultál a fia eltűnéséről.
Brian Larson nyomozó az erdőszélen friss nyomokat vesz észre, és elrendeli az erdő átfésülését. Larson társa, Kate Tunney kideríti, hogy Nick előző nap verekedett egy lánnyal, Annie Newtonnal. Larson ismeri a lányt a gyerekkora óta, mert az apja, Jack Newton valamikor rendőr volt. Larson a tetőn találja a lányt, aki cinikusan válaszolgat a kérdéseire. A nyomozó névjegyét látványosan elhajítja. Annie előzőleg megbeszélte Marcusszal, hogy alibit biztosít neki, bár a férfi nem szívesen állt rá a dologra. Nick a többiek számára láthatatlanul jelen van a kihallgatáson. Itt tudja meg, hogy a lány azt hitte, ő árulta el a rendőrségnek. Felháborodásában ledobja a lányt a tetőről, amikor azonban visszafordul, a lány változatlanul ott áll mellette. Nick hazamegy és apja puskájával megpróbál öngyilkos lenni, de rájön, hogy a lövés nem ártott neki.
Az erdőben megkezdődik a rendőrségi keresés, amin Pete is részt vesz.
Nick a szobájában van, ahova anyja kissé tétován lép be. Megtalálja fia naplóját, és fiával uniszónóban hangosan elkezdi felolvasni a fiú versét, de nem tudja végigmondani. Nick egy haldokló madarat vesz észre az etetőn, majd a madár a vállán jelenik meg. Nick a kezébe fogja a madarat, ami nemsokára eltűnik, amikor az etetőn lévő teste mozdulatlanná válik. Nick ekkor rájön, hogy ő még nem halt meg, hanem testen kívüli élménye van.
Nick az erdőbe rohan, ahol a keresés még folyik. Egy kutya megtalálja Nick újonnan, anyjától kapott elegáns óráját, amibe a neve is bele van vésve. A fiú ezt a zsebében vitte magával, mivel az apjától kapott régi, fémcsatos óráját jobban szerette. A kutya látszólag észreveszi Nicket, aki megpróbálja a lefolyó felé csalogatni, ahol a teste fekszik, de a kutya más irányba megy tovább. Nick megpróbálja Pete figyelmét felhívni magára, de a fiú nem reagál rá.
Pete este szól Annie-nak és haverjainak, hogy megtalálták az erdőben a fiú óráját. Pete megmondja nekik, hogy szólni fog a rendőrségnek, hiszen csak idő kérdése és Nick testét is meg fogják találni.  Annie azonban azt mondja neki, hogy Pete sem fogja megúszni, hiszen ott volt.
Annie hazamegy a lakásukba hogy összeszedjen pár cuccot. Victor, a kisöccse felébred. Elbúcsúznak egymástól. Apja bejön a szobába és elküldi, hiszen a lányt keresi a rendőrség. Annie azt mondja neki, hogy ha Victornak bármi baja lesz, akkor visszajön, és megöli az apját. Nick felsorolja a lány csüggesztő körülményeit: anyja meghalt, apja újra nősült és utálják egymást, de amit tett, arra Nick nem ad felmentést: „Ez csak a te hibád!” (a lány persze mindebből nem hall semmit).
Larson nyomozó felkeresi Marcust a műhelyében és Annie-ról kérdezgeti, de szóba hozza az ellopott 2003-as Mercedes autót is (amit Marcus lopott el).
Pete beoson Nick szobájába és kiveszi A 22-es csapdája című könyvben őrzött pénzét. Nick az íróasztal mellett dolgozó anyjának szemrehányásokat tesz, mivel látszólag az anyja változatlanul végzi a munkáját. Nick tör-zúz (ami a fizikai valóságban nem történik meg). Anyja váratlanul összeomlik és sírni kezd.
Marcus elkapja Pete-et és fegyverrel arra kényszeríti, hogy vele menjen. Marcus tisztában van vele, hogy Pete-et megfigyeli a rendőrség. Marcus és Pete az erdőbe mennek, és elviszik Nick testét egy duzzasztógát alatti folyó partjára. Mivel a gátat csak alkalmanként nyitják meg, Marcus arra számít, hogy a testet elsodorja a víz.
Pete hazamenve összepakol pár holmit, de Kate Tunney éppen Pete szüleihez megy és észreveszi a menekülő fiút, akit bevisznek kihallgatni, azonban Pete (akit az apja is elkísér) nem mond semmit.
Marcus Annie-t a két társa segítségével a hídhoz csalja. Annie pedig Pete-et rendeli oda. Amikor Pete indulni készül a biciklijével, a megfigyelője, Kate Tunney éppen valami mással foglalkozik. Nick néhány galamb felriasztásával felhívja a nő figyelmét a távozó Pete-re. A hídnál Marcus fegyverrel fenyegeti Annie-t. Pete-et hazaküldik. Amikor megérkeznek a rendőrök, Annie elveszi Marcustól a fegyvert és menekülni kezd. Amikor Nick utánakiáltja: „El fognak kapni, Annie!”, a lány visszafordul, és ezt mondja: „Soha!” Nick rájön, hogy a lány hallotta őt.
Annie egy szórakozóhelyen egy orgazdának elad egy gyűrűt, ami legalább 1500 dollárt ér, de csak 200-at kap érte. Annie önfeledten táncolni kezd, ekkor veszi le először a szorosan fejére tapadó, fekete sapkáját, és derül ki, hogy hosszú, hullámos, szőkésbarna haja van. Nick a közelében áll és nézi, ahogy a lány táncol.
Annie anyja sírjához megy. Innentől kezdve Nick mindenhova követi és folyamatosan beszél hozzá, amire Annie egyre jobban reagál. Annie buszra száll, majd amikor Nick megkérdezi tőle, mi lesz Victorral, Annie váratlanul leszáll, és az iskola épületébe hatol be. A szekrényébe pénzt tesz egy borítékba, „Victornak” felirattal. Nick elmondja neki, hogy haldoklik és csak a lány mentheti meg az életét, majd amikor a lány nevét kiáltja, az visszafordul, de csak az üres folyosót látja. A lány lezuhanyozik az iskolában, majd a tornaterem szivacsára fekszik. Nick itt is a közelében van.
Mire a fiú reggel magához tér, a lány eltűnik. Nick szobájába tör be, ahol a fényképeit nézegeti. Amikor Nick anyja bejön, a lány elmenekül és az erdőbe rohan. Ott azonban a lefolyóból eltűnt Nick teste. Nick észreveszi, hogy Pete otthagyott egy csomagolópapírt, amit a lány megtalál. Pete egy iskolai rendezvény előkészületei közben a padsorban üldögél, majd amikor távozik, Annie-val találkozik, aki Nick hollétét akarja megtudni tőle. Pete ekkor elmondja neki, hogy nem Nick volt a tettes, csak azért mondta az ő nevét, hogy mentse a bőrét (mivel azt hitte, addigra a barátja elutazott).
Amikor Marcus távozik a rendőrség épületéből (ahol valószínűleg kihallgatták), a kocsiba ülve Annie a hátsó ülésről pisztolyt szegez neki, majd két társukat kiküldi az autóból. Egy szakadék közelében Marcust faggatni kezdi Nick hollétéről. Marcus bevallja, hogy ő küldte a lányra a rendőrséget, és elmondja, hol van a test. Amikor a lány távozni akar, Marcus utána szól, és hasba lövi. A lány fektében rálő Marcusra. A mobilján felhívja Larsont és elmondja neki, hol van Nick teste.
Eközben Pete otthon díszesen felöltözik, majd egy fél marék színes pirulát vesz be. Nick megpróbálja lebeszélni, de Pete nem hallja. A szülei azonban bejönnek a szobájába és  megmentik a rángatózó fiút.
A duzzasztógátnál a rendőrök keresik Nick testét, amit meg is találnak. Bár a vízleeresztés megindul, sikerül megállíttatniuk. Nick testét kórházba viszik. Annie a vérveszteségtől egyre gyengül, de sikerül Marcus kocsijával a kórházba mennie, ahová Nick segít neki a tanácsaival bejutni. Ott Nick anyja megpróbálja megállítani, de a lány azt kéri, hadd mehessen be a fiú ágyához, aki öntudatlan állapotban van. Nick a lányon keresztül üzen az anyjának, aki végre megérti, hogy a fiának valami miatt a lányra van szüksége és beengedi. Annie a fiú bocsánatát kéri, mellé fekszik, és átadja neki az angyalkás nyakláncát, amit az anyjától kapott. A fiú magához tér és köszönetet mond a lánynak, amiért megmentette. A lány nemsokára meghal.
Nick felkeresi Victort, aki annál a sziklánál játszik a motoros repülőjével, amiről Annie-val beszéltek.

## Szereplők
| Szerep                 | Színész             | Magyar hang        |
| ---------------------- | ------------------- | ------------------ |
| Nicholas "Nick" Powell | Justin Chatwin      | Hamvas Dániel      |
| Annelie "Annie" Newton | Margarita Levieva   | Bogdányi Titanilla |
| Diane Powell           | Marcia Gay Harden   | Menszátor Magdolna |
| Pete Egan              | Chris Marquette     | Szvetlov Balázs    |
| Marcus Bohem           | Alex O’Loughlin     | Dolmány Attila     |
| Brian Larson nyomozó   | Callum Keith Rennie | Jakab Csaba        |
| Kate Tunney nyomozó    | Michelle Harrison   | Horváth Lili       |
| Suzie                  | Tania Saulnier      |                    |
| Matty                  | Ryan Kennedy        |                    |
| Dean                   | Andrew Francis      |                    |
| Sharon Egan            | P. Lynn Johnson     |                    |
| Martin Egan            | Serge Houde         |                    |
| Jack Newton            | Mark Houghton       |                    |
| Jimmy                  | Cory Monteith       |                    |

## A film készítése

### Eltérések az alapműtől
A Den Osynlige című svéd film, ami alapján ez az amerikai változat készült, számos ponton eltér. Abban Niklas nem nyeri vissza az öntudatát, Annelie-t nem lövik le és nem hal meg. Miután bocsánatot kér a fiútól, feladja magát a rendőrségen. Pete öngyilkos lesz és meghal.
Mindkét változat eltér a regénytől, amiben Annie neonáci. A regényben semmit nem bán meg, és nem ábrázolják szimpatikus módon. A regényben a szereplők 14-15 évesek, Nick barátnője terhes. Nick anyja egyáltalán nem akarja ellenőrizni a fia dolgait.

### Forgatási helyszínek
A forgatás többnyire Vancouverben és környékén, továbbá Brit Columbiában zajlott. Vancouver egyik nevezetes épülete, a Harbour Centre a kezdő képsorokban felismerhető. További ismert jellegzetességek Vancouverben: a SkyTrain, ami a külvárosban közlekedik, továbbá a tengerparthoz közeli Stanley Park.
A középiskola helyszínéül a Burnaby Mountain Secondary School (Burnaby, Brit Columbia) szolgált. Az iskola neve látható a filmben, de a kabalaállatát és a logóját megváltoztatták a rendező kérésének megfelelően.

## Bemutató
Az amerikai mozikban 2007. április 27-én mutatták be, a magyarországi bemutató 2007. augusztus 23án volt. DVD-n és Blu-ray-n 2007. október 16-án jelent meg.

## Fogadtatás

### Bevételi adatok
A Láthatatlan a bevételeket tekintve 2. helyen nyitott a jegypénztáraknál, 7,7 millió dollárt termelve A második héten a 4. helyre csúszott vissza. A film összbevétele 26 810 113 amerikai dollár lett, ami alatta maradt a 30 milliósra becsült költségvetésnek.

### Kritikai visszhang
A filmet a kritikusok általában negatívan fogadták. A filmkritikusok véleményét összegző Rotten Tomatoes 21%-ra értékelte 57 vélemény alapján. A Metacritic 36/100-ra értékelte.
A Boston.com kritikusa szerint: „A film tartalmaz ugyan krimi-dráma kliséket, de ezek nem rontják le a filmet, amit David S. Goyer rendező az érzelmek egymáshoz kapcsolódására épít. Akik túl cinikusan állnak a filmhez, talán azok is ismernek olyan embert, akit levegőnek néznek mások, ő pedig otthon lázasan körmöl a naplójába. Számukra a film üzenete hangos és igaz.”

## Érdekességek
- Annie anyja Joanne Newton, és 1962. július 31-én született. Halálozási dátuma nem látható, csak az, hogy decemberben volt.
- A Seattle felirat Nick repülőjegyén látszik.
- Larson nyomozó igazolványán a „Burnaby Police Department” felirat olvasható, továbbá Washington állambeli címe.
- A történet egy Burnaby nevű elképzelt városban játszódik, Washington államban, ami a film szerint Seattle külső területén található.

## Fordítás
- Ez a szócikk részben vagy egészben  a   The Invisible című angol Wikipédia-szócikk fordításán alapul.  Az eredeti cikk szerkesztőit annak laptörténete sorolja fel. Ez a jelzés csupán a megfogalmazás eredetét és a szerzői jogokat jelzi, nem szolgál a cikkben szereplő információk forrásmegjelöléseként.